# 198

## Събития
Римска империя:
- Септимий Север превзема партската столица Ктесифон.
- Септимий Север взема допълнителното име „Parthicus maximus“ и издига неговия втори син Публий Септимий Гета за Цезар.
- Каракала, син на Септимий Север, получава титлата Август.

## Починали
- Олимпиан, епископ на Византион